# Штормовые спички

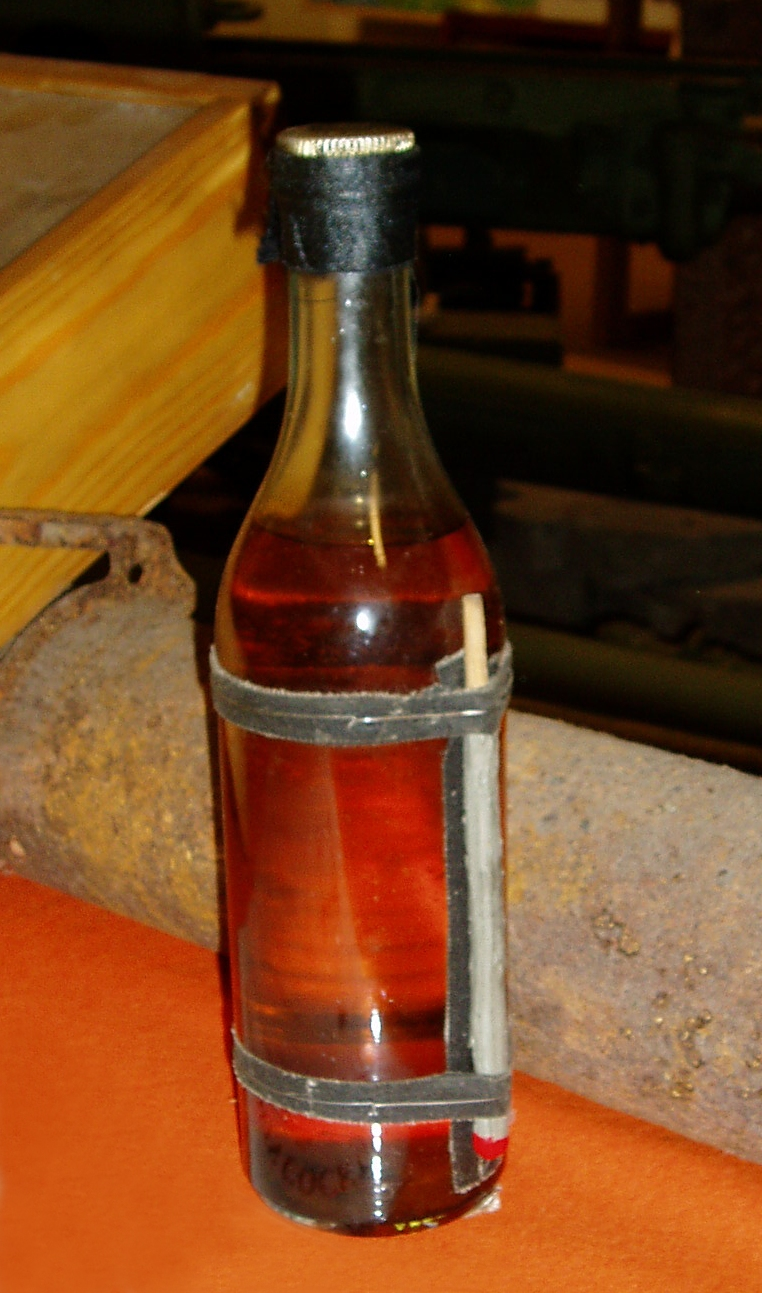
Штормовая спичка привязана к коктейлю Молотова

Штормовы́е спи́чки — спички, предназначенные для использования при неблагоприятных погодных условиях. Будучи зажжёнными, они не гаснут даже под слоем воды.
Обмазка «тела» у них значительно толще, чем у охотничьих спичек. Зажигательная масса их содержит много бертолетовой соли, поэтому способность к воспламенению (чувствительность) таких спичек очень высока. Они горят не менее 10 секунд в любых метеорологических условиях, даже в штормовую погоду при 12 баллах и под водой. Такие спички особенно нужны рыбакам и морякам.
Добавление в зажигательную массу некоторых солей даёт возможность получить цветной огонь: красный, розовый, синий, зелёный, фиолетовый. Также некоторые из таких спичек имеют ограниченные сроки годности, после которого они теряют некоторые заявленные характеристики.
Промежуточный вариант между обычными спичками и штормовыми часто именуется "охотничьими спичками". Такие спички имеют обычную длину (около 45 мм) и удлинённую утолщенную обмазку, что позволяет дольше поддерживать интенсивную стадию горения, что позволяет легче разжигать влажное топливо. Также для предотвращения отсыревания эти спички покрываются тонким защитным слоем парафина.